# Benjamin Gallais
Benjamin Gallais est un psychologue clinicien et chercheur en psychologie et neuropsychologie, actuellement professeur au Département des sciences de la santé de l'Université du Québec à Chicoutimi (UQAC). Il est spécialiste de la santé mentale étudiante et de l’évolution des symptômes psycho-comportementaux dans les maladies neuromusculaires, notamment la dystrophie myotonique de type 1.

## Biographie
Benjamin Gallais a obtenu son doctorat en psychologie clinique de l'Université Paris 8 en 2010. Psychologue clinicien en France, il a ensuite complété un stage postdoctoral avec le Groupe de recherche interdisciplinaire sur les maladies neuromusculaires (GRIMN) au Saguenay, afin d’approfondir ses connaissances sur la dystrophie myotonique de type 1.
En 2018, il rejoint l’équipe d’ÉCOBES – Recherche et transfert au Cégep de Jonquière, où il met en œuvre sa programmation de recherche sur la santé mentale des étudiants de niveau post-secondaire. Ses travaux portent notamment sur l’adaptation psychologique et socioculturelle des étudiants internationaux et l’adaptation psychologique pendant la pandémie de COVID-19.
Il est actuellement codirecteur de l’Observatoire sur la santé mentale étudiante en enseignement supérieur (OSMÉES) et chercheur au Centre de recherche Charles-Le-Moyne (CRCLM).

## Champs de recherche
- Santé mentale étudiante en enseignement supérieur
- Santé psychologique et neuropsychologique et maladies neuromusculaires

## Enseignement
À l’UQAC, il enseigne notamment :
- SPSY117 Psychophysiologie I (Baccalauréat en psychologie)
- SSOI404 Notions d’épidémiologie appliquée aux sciences infirmières (Baccalauréat en sciences infirmières, formation intégrée)

## Publications sélectionnées
- Gallais, B., et al. « Impact de la COVID-19 sur la santé mentale des étudiants internationaux », Revue canadienne de psychologie, 2021.
- Gallais, B., et al. « Évolution des symptômes psycho-comportementaux dans la dystrophie myotonique de type 1 », Journal of Neuromuscular Disorders, 2018.